# 마틴 (영화)
《마틴》(영어: Martin) 혹은 백색 공포는 미국에서 제작된 조지 A. 로메로 감독의 1977년 공포 영화이다. 존 앰플러스 등이 출연하였고, 리처드 루빈스틴 등이 제작에 참여하였다.

## 줄거리
청년의 모습을 하고 있으나 실제 나이는 그 이상인 흡혈귀로 여겨지는 마틴은 고정관념과 달리 마늘이나 십자고상이 통하지 않는다. 날카로운 송곳니나 신비한 힘도 없는 마틴은 여성들에게 마취제를 주사해 진정시키고 면도날로 상처를 내 피를 마신다.
마틴은 인디애나주 인디애나폴리스에서 펜실베이니아주 브래덕으로 이주해 노인인 사촌 쿠다 집에 거주하게 된다. 리투아니아계 가톨릭교회 신자인 쿠다는 마틴을 구세계식으로 “노스페라투”라고 칭한다. 쿠다는 마틴에게 브래덕에서 사람을 죽인다면 그 즉시 심장에 말뚝을 박겠다고 경고한다. 그러나 쿠다의 손녀는 마틴이 흡혈귀라는 사실에 의구심을 갖고 있으며 마틴에게 정신과 치료가 필요하다고 믿는다.
식료품점 배달부로 일하게 된 마틴은 고객인 가정주부에게 빠져들고 처음으로 의식이 있는 여성과 관계를 갖게 된다. 한편 쿠다는 마틴이 악령에 들렸을 가능성을 탐색하고 구마 의식을 실행할 궁리를 한다.

## 출연진
- 존 앰플러스
- 크리스틴 포러스트
- 톰 서비니
- 조지 A. 로메로
- 토니 부바
- 패스콸리 부바